# I Still Dream of Jeannie
I Still Dream of Jeannie je americký televizní film z roku 1991. Navazuje na původní seriál I Dream of Jeannie z let 1965–1970. Děj se točí okolo astronauta (Larry Hagman), který ale v tomto filmu na rozdíl od původního seriálu nevystupuje, a jeho ženy (Barbara Edenová).